# Войцех Наталія Олександрівна
Ната́лія Олекса́ндрівна Во́йцех (нар. 21 червня 1992, Дніпро) — українська бадмінтоністка, багаторазова чемпіонка України, гравчиня національної збірної України.

## Досягнення
Чемпіонка України 2014—2016 і 2020 років в парній жіночій категорії і чемпіонка України 2012 року в змішаній парній категорії.
На юніорському чемпіонаті Європи 2011 року в Вантаа (Фінляндія) здобула бронзу в командному заліку.
В одиночному розряді 2016 року стала переможницею турніру Slovak International, а 2017 року перемогла на турнірі Баболат Харків Інтернешнл.
2010 і 2014 років перемагала в парній жіночій категорії на міжнародному турнірі Баболат Харків Інтернешнл..

### Чемпіонат України
Чемпіони України в жіночій парній категорії
- 2014—2016 — Войцех Наталія, Жарка Єлизавета (Дніпро, Харків)
- 2020 — Войцех Наталія, Улітіна Марія (Дніпро)

Чемпіони України в змішаній парній категорії
- 2012 — Дружченко Владислав, Войцех Наталія (Дніпро)

### BWF International Challenge/Series
Жіночий одиночний розряд
| Рік  | Турнір                | Суперник                      | Рахунок                  | Результат  |
| ---- | --------------------- | ----------------------------- | ------------------------ | ---------- |
| 2017 | Kharkiv International | Sri Krishna Priya Kudaravalli | 18–21, 21–16, 23–21      | Переможець |
| 2016 | Slovak International  | Priskila Siahaya              | 11–9, 11–3, 10–12, 13–11 | Переможець |
| 2012 | Slovak International  | Олеся Зайцева                 | 17–21, 13–21             | Фіналістка |
| 2010 | Slovak International  | Марія Улітіна                 | 8–21 13–21               | Фіналістка |

Жіночий парний розряд
| Рік  | Турнір                   | Партнер         | Суперник                             | Рахунок                | Результат  |
| ---- | ------------------------ | --------------- | ------------------------------------ | ---------------------- | ---------- |
| 2017 | Kharkiv International    | Марія Улітіна   | Johanna Goliszewski Lara Kaepplein   | 15–21, 14–21           | Фіналістка |
| 2016 | Polish International     | Єлизавета Жарка | Sanjana Santosh Arathi Sara Sunil    | 21–19, 19–21, 14–21    | Фіналістка |
| 2014 | Kharkiv International    | Єлизавета Жарка | Юлія Казарінова Марія Рудь           | 11–8, 11–7, 6–11, 11–7 | Переможець |
| 2013 | Slovenia International   | Єлизавета Жарка | Alida Chen Soraya de Visch Eijbergen | 21–11, 14–21, 14–21    | Фіналістка |
| 2013 | Romanian International   | Єлизавета Жарка | Ірина Хлебко Ксенія Полікартпова     | 18–21, 21–23           | Фіналістка |
| 2011 | Lithuanian International | Марія Улітіна   | Анна Кобцева Олена Прус              | 12–21, 19–21           | Фіналістка |
| 2011 | Estonian International   | Марія Улітіна   | Selena Piek Iris Tabeling            | 12–21, 16–21           | Фіналістка |
| 2010 | Slovak International     | Марія Улітіна   | Selena Piek Iris Tabeling            | 10–21, 18–21           | Фіналістка |
| 2010 | Kharkiv International    | Марія Улітіна   | Анна Кобцева Олена Прус              | 23–21, 21–12           | Переможець |
| 2009 | Slovak International     | Марія Улітіна   | Maria Lykke Andersen Karina Sørensen | 17–21, 10–21           | Фіналістка |

     турнір BWF International Challenge
     турнір BWF International Series
     турнір BWF Future Serie